# Gia Long
Gia Long (vi; 8. února 1762 – 3. února 1820), rodným jménem Nguyễn Phúc Ánh (阮福暎) nebo pouze Nguyễn Ánh byl vietnamský vládce a zakladatel dynastie Nguyễn, která poté vládla Vietnamu až do roku 1945.
Gia Long byl synovec posledního lorda Nguyễna, který vládl jižnímu Vietnamu. V roce 1777 byla jeho rodina zabita při povstání dynastie Tây Sơn a on se musel skrývat. Několikrát jeho přívrženci znovu získali a ztratili Saigon. Spřátelil se s francouzským katolickým biskupem Pigneauem, který za něj bojoval, ale selhal. V roce 1789 Gia zahájil výpravu proti Tây Sơnům, v roce 1802 dosáhl hranice s dynastií Čching. Po jejich porážce se mu podařilo sjednotit větší území Vietnamu, než kdokoliv předtím.
Po porážce Tây Sơnů obnovil klasický konfuciánský systém vzdělávání a státní správy. Hlavním městem se místo Hanoje stalo jižněji položené Hue, protože obyvatelstvo země se během předchozích staletí přesunulo na jih. Ve svém novém hlavním městě postavil několik pevností a palác. S využitím francouzských znalostí zmodernizoval obranu země.
Toleroval aktivity římskokatolických misionářů, což poté jeho nástupci stále více omezovali. Za jeho vlády Vietnam posílil svou vojenskou převahu v Indočíně, vyhnal siamské síly z Kambodže a proměnil ji ve vazalský stát.
Gia Long zemřel 3. února 1820, jeho posmrtné jméno znělo: Khai thiên Hoằng đạo Lập kỷ Thùy thống Thần văn Thánh vũ Tuấn đức Long công Chí nhân Đại hiếu Cao Hoàng đế.

## Rodina
Gia Long měl mnoho manželek a dětí.

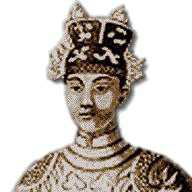
Nguyễn Phúc Đảm, nástupce, který vládl jako Minh Mạng

V roce 1780 se oženil s Tống Thị Lan, dcerou jednoho z jeho generálů. Měli dva syny, první byl Nguyễn Phúc Chiêu, který zemřel krátce po narození, a druhý byl pozdější korunní princ Nguyễn Phúc Cảnh, který zemřel také mladý. Po nástupu na trůn jí byl posmrtně udělen titul císařovna Thừa Thiên.
Kolem roku 1781 se oženil se svou druhou manželkou, Trần Thị Đang, dcerou jednoho ze svých ministrů. Měl s ní tři syny: Nguyễn Phúc Đảma (nástupce trůnu), Nguyễn Phuc Daie a Nguyễn Phuc Chana. Posmrtně jí byl udělen titul císařovna Thuận Thiên.
Po dobytí Vietnamu si vzal svou třetí manželku, Lê Ngọc Bình, dceru předposledního císaře dynastie Lê, kterou nejprve zasnoubil císař Nguyễn Huệ se svým synem Quang Toảnem, kterého však Gia nechal po porážce Tây Sơnů popravit.
Gia Long měl téměř 100 konkubín, které byly dcerami jeho mandarinů; Gia Long neupřednostňoval polygamii, ale dělal tak, aby si zajistil loajalitu svého nejužšího kruhu.
Nástupcem Gia Longa se stal Nguyễn Phúc Đảm, který neměl rád katolíky a údajně chválil Japonce za to, že je vyhnali ze země. Gia Long radil svému synovi, aby se k Evropanům choval uctivě, zvláště k Francouzům, ale aby jim neuděloval žádnou převahu.